# Alexandria Airlines
Alexandria Airlines ist eine ägyptische Fluggesellschaft mit Sitz in Kairo und Basis auf dem Flughafen Kairo-International.

## Geschichte
Alexandria Airlines wurde 2006 als ägyptisches Tochterunternehmen der Royal Jordanian gegründet und nahm den Flugbetrieb im April 2007 auf. Die Gesellschaft hatte ihren Sitz zunächst in Alexandria und ihre Basis auf dem Flughafen Alexandria. Später (möglicherweise wegen der Schließung des Flughafens Alexandria) zog Alexandria Airlines nach Kairo um.

## Flugziele
Alexandria Airlines bietet sowohl Linien- als auch Charterflüge an. Bedient werden Ziele in Europa, Afrika und dem Mittleren Osten.

## Flotte
Mit Stand August 2024 besteht die Flotte der Alexandria Airlines aus zwei Flugzeugen mit einem Durchschnittsalter von 26,9 Jahren:
| Flugzeugtyp    | Anzahl | bestellt | Anmerkungen                 | Sitzplätze | Durchschnittsalter (August 2024) |
| -------------- | ------ | -------- | --------------------------- | ---------- | -------------------------------- |
| Boeing 737-500 | 1      |          | geleast von Jordan Aviation | 121        | 31,7 Jahre                       |
| Boeing 777-300 | 1      |          | betrieben für Flyadeal      | - offen -  | 22,2, Jahre                      |
| Gesamt         | 2      | –        |                             |            | 26,9 Jahre                       |